# Nishanbaevita
La nishanbaevita és un mineral de la classe dels fosfats. Rep el nom en honor al mineralogista rus Tursun Prnazorovich Nishanbaev (1955–2017), cap del Museu d'Història Natural de la Reserva Natural d'Ilmen, a Miass, Rússia.

## Característiques
La nishanbaevita és un arsenat de fórmula química KAl₂O(AsO₄)(SO₄). Va ser aprovada com a espècie vàlida per l'Associació Mineralògica Internacional l'any 2019, sent publicada en el mes de setembre de 2022. Cristal·litza en el sistema ortoròmbic.
L'exemplar que va servir per a determinar l'espècie, el que es coneix com a material tipus, es troba conservat a les col·leccions del Museu Mineralògic Fersmann, de l'Acadèmia de Ciències de Rússia, a Moscou (Rússia), amb el número de registre: 5379/1.

## Formació i jaciments
Va ser descoberta a la fumarola Arsenàtnaia, situada al segon con d'escòria de l'avanç nord de la Gran erupció fissural del volcà Tolbàtxik (Krai de Kamtxatka, Rússia). Aquest indret és l'únic a tot el planeta on ha estat descrita aquesta espècie mineral.